# ダミアン・トライユ
ダミアン・トライユ（Damien Traille、1979年6月12日-）はフランス、ポー（ピレネー＝アトランティック県）出身のラグビー選手。センターあるいはスタンドオフ、時にはフルバックとして、ビアリッツ・オランピックおよびフランス代表でプレーしている。

## 経歴
元ラグビー選手（フランカー）、ルネ・トライユの息子として生まれ、US Coarraze Nayでデビューした後、セクシオン・パロワーズ（ポー）で育成期間を経る。
2001年にフランス代表に初キャップを得ると、トライユとトニー・マーシュのコンビはチームにとって欠かせない存在となる。二人はともに11試合連続で出場した。トライユは両サイドに長く正確なパスを出すことが出来るため、元代表監督ベルナール・ラポルトが敷くシステムにおいて重要な選手の一人となった。キックは力強く、体の大きさの割りに動きが速くキレがあり、ディフェンス能力も高い。攻守にバランスのとれた、いわゆる現代的な選手である。
2003年シーズン、ヤニック・ジョジオンの台頭によって代表のスタメンから外される。ワールドカップではトニー・マーシュとヤニック・ジョジオンのペアの影で二番手に甘んじることとなる。2004年シーズンになると、シックスネーションズで再び活躍してチームのグランドスラムに貢献し、それ以来、怪我以外ではスタメンを外れていない。
2004年にビアリッツ・オランピックに移籍し、クラブチームでのキャリアに新たな広がりが生まれる。新環境に適応するとともに、当時の監督パトリス・ラジスケの指導下で自らの可能性を自覚し始める。ラジスケはトライユを評して「ジョー・ロフとともに指導した中で最も才能ある選手である」と言っている。そのシーズンのハイネケンカップ準決勝では、スタッド・フランセ・パリに敗れはするものの、試合終了間際に単独でトライを決めて、その試合の最優秀選手に選ばれる。フランス選手権トップ14（当時はTop16）では、準決勝でブルゴワン＝ジャイユーのディフェンスを苦しめ、決勝ではスタッド・フランセ・パリを相手に活躍を見せ、チームの優勝に貢献した。
2006年、フランスはシックスネーションズで優勝を飾り、トライユは特にホーム、スタッド・ド・フランスでのイングランド戦で名をあげた。その年の6月、南アフリカとのテストマッチで初めてスタンドオフとしてスタメン出場する。この試合での活躍から、ベルナール・ラポルトの信頼を新たにし、怪我で欠場したフレデリック・ミシャラクに代わって秋に行われたニュージーランドおよびアルゼンチンとのテストマッチでスタンドオフをつとめた。
同じ年、ハイネケンカップで準決勝し、さらにTop14で連続二度目の優勝を果たす。決勝では、前半は両チーム拮抗したゲーム展開だったが、スタッド・トゥールーザンのディフェンスに穴を開け、ジャン＝バチスト・ゴブレがトライを決めると、その後はビアリッツ・オランピックが一気に攻めきり5トライをあげて40-13で勝利した。この試合でトライユは3本目のトライを決めている。
2006-2007シーズンの冬、繰り返し再発する内転筋の故障のため、グラウンドを離れ、手術を余儀なくされる。100％回復しないまま、8月のテストマッチに復帰する。
2007年のワールドカップでは、再びポストを変える。後衛の要として、安定したキックを蹴ってスタンドオフを助けた。攻撃の局面では、相手のディフェンスラインを抜けたり、あるいは相手選手にぶつかって行ってポイントを形成するなどの活躍を見せた。フルバックやスタンドオフをこなすことができるユーティリティープレイヤーではあるが、そのことによって他の専門職の選手に劣ることなく、トライは決めなかったが最初の3戦にスタメンで出場した。

## キャリア

### クラブ
- 1998-2004 セクシオン・パロワーズ　Section paloise
- 2004- ビアリッツ・オランピック　Biarritz olympique

### フランス代表
2001年11月10日の南アフリカ戦で初セレクション。

## タイトル

### クラブ
- Top14優勝 ： 2005、2006。
- ハイネケンカップ準優勝：2006。
- 欧州チャレンジカップ優勝 ： 2000。

### フランス代表
- 58セレクション。
- 12トライ、1ドロップ、10ペナルティ、7コンヴァージョン、107得点。
- 年ごとのセレクション：3(2001)、11(2002)、15(2003)、5(2004)、7(2005)、8(2006)、9(2007)。
- シックス・ネイションズ：2002、2003、2004、2005、2006、2007。
  - グランドスラム ： 2002、2004。
  - 優勝 ： 2006、2007。

### ワールドカップ
- 2007年：4セレクション（アルゼンチン、ナミビア、アイルランド、ニュージーランド）。
- 2003年：5セレクション （フィジー、日本、 スコットランド、 アメリカ、 ニュージーランド）。